# 筑波級巡洋戰艦
筑波型巡洋戰艦（つくば）是20世紀初期隸屬於大日本帝國海軍的裝甲巡洋艦艦級，同級艦共兩艘，分別為筑波號與生駒號。該級戰艦於1904年至1905年間日俄戰爭時開始建造，而其設計思維很大程度受到日本海軍於該戰爭中的經驗所影響。然而，英國皇家海軍在筑波號巡洋戰艦完工後一年便發展出了戰鬥巡洋艦，導致筑波號與其姊妹艦生駒號因速度較英軍與稍後的德軍艦艇慢、裝甲亦較為薄弱而立刻變得過時。儘管如此，大日本帝國海軍仍於1912年將該級艦改列為巡洋戰艦。
兩艘艦在第一次世界大戰期間均因未能成功獵捕德意志帝國海軍佈署於東亞的東亞分艦隊而未做出太多貢獻。於稍後的戰爭中，兩艘艦均被轉為訓練艦。筑波號於1917年因彈藥庫意外殉爆而毀損，隨後被拆解；其姊妹艦生駒號則依《華盛頓海軍條約》的規定而於1922年被解除武裝，後亦於1924年被解體。

## 背景

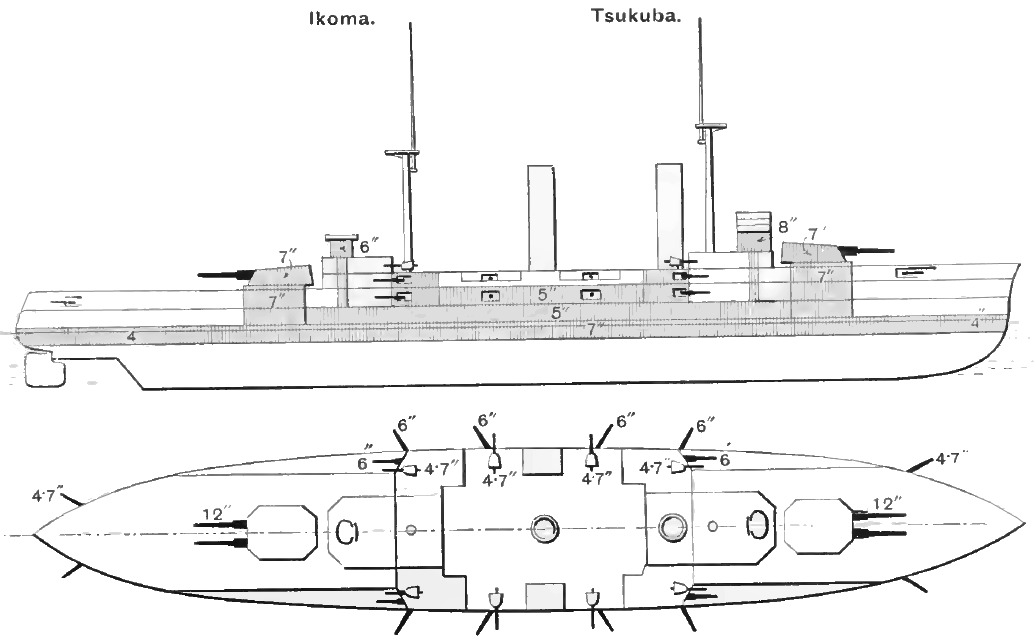
1915年的《布雷西海軍年鑑》中所展示的筑波型巡洋戰艦右視及俯視圖；陰影部分為裝甲布置。

1904年3月間，日俄戰爭爆發後約一個月，日本國會核准了一項暫時性的特別預算案，撥給了48,465,631日元與1904年戰爭海軍裝備補充計畫，用以建造兩艘戰艦與四艘裝甲巡洋艦，同時還有一些其他小型艦艇。四艘裝甲巡洋艦中即有兩艘成為日後的筑波型巡洋戰艦。
1904年8月間爆發的黃海海戰使大日本帝國海軍學到了寶貴的經驗；當時的俄羅斯帝國海軍戰艦主砲已有能力自戰前原先被認為射程過遠的距離外開火，因此日本海軍決定為新一代的艦艇配備12英吋（305毫米）的大口徑主砲。這種口徑的主砲已大大超越了日本海軍現役所有級別的裝甲巡洋艦的主砲口徑。日本海軍在戰術策略上的轉變也合理化了裝備大口徑火砲的選擇，因為巡洋艦現在也要負擔追擊敵軍裝甲巡洋艦的任務。筑波型裝甲巡洋艦在建造完成後短暫成為當時世界上火力最為強大的現役裝甲巡洋艦，但是不久後即被英國的無敵級戰鬥巡洋艦超越。筑波型巡洋戰艦同時也是第一艘完全由日本本土船廠設計並建造的主力艦。

## 設計與概述
筑波型巡洋戰艦的設計與英國的克雷西級裝甲巡洋艦十分相似，不過前者比後者重上1780公噸。筑波級的船體較短，船身較寬，但其船體佈局與武裝配置卻與克雷西級幾乎如出一轍。由於採用輸出功率強勁的宮原式混燒鍋爐，筑波型的鍋爐雖然從克雷西級上的30座減至20座，但卻仍能保持相同的速度。鍋爐的減少也使推進動力裝置的長度得以縮減，進而騰出空間以安裝更大口徑的主砲與彈藥。
筑波型的艦體全長為137.2公尺，垂標間距為134.1公尺，艦寬22.9公尺，普通吃水深度為7.9公尺。普通排水量為13,750長噸（13,970公噸），滿載排水量則為15,400長噸（15,600公噸）；穩心高度為1.34公尺。艦上官兵共計820人。
筑波型巡洋戰艦使用兩具4汽缸三段膨脹蒸汽引擎，每具引擎均帶動一支傳動軸。引擎所需的蒸氣來源由20座宮原式混燒鍋爐提供，其工作壓力可達16.8 kg/cm2 （1,648 kPa; 239 psi）。兩具引擎的總指示馬力可達20,500匹（15,300千瓦），使筑波級達到20.5節的理論極速（38公里/小時；23.6英里/小時）。在海上測試時，筑波型裝甲巡洋艦達到了20.4至21.6節的最大速度（37.8～40公里/小時；23.5～24.9英里/小時），引擎的總指示馬力輸出更是達到了22,670至23,260匹（16,910～17,340千瓦）。筑波型巡洋戰艦亦是大日本帝國海軍的所屬軍艦中，第一艘以在煤炭上潑灑重油來增加馬力輸出的戰艦，艦上亦攜帶了1,942公噸的煤炭與160公噸的重油。

### 武裝
筑波型裝甲巡洋艦裝備了4門45倍徑12英吋第41年式艦砲。主砲被安裝於兩個由液壓驅動的雙聯裝炮塔中，前後各一具炮塔。主砲的俯仰角分別為−3°與+23°。雖然理論上主砲仰升至+13°時仍可正常裝填，但通常而言裝填時船員均會將主砲降至+5°的位置。主砲可發射386公斤的砲彈，炮口初速為850公尺/秒；穿甲彈的最大射程為22,000公尺。筑波型的次要武裝為12門安裝於中段甲板的45倍徑152毫米火炮。其中有八門砲因安裝位置與水線過於接近，因此當海象不佳時即無法使用。副炮可發射重達45.4公斤的穿甲彈，炮口初速為825公尺/秒。
筑波型另外備有4.7英吋第41年式速射砲12門，用以防備魚雷快艇的攻擊。其中四門安裝於艦艏與艦艉，其餘8門則平均分布在上層甲板中，並有炮盾保護。這些火砲可發射重達20.4公斤的穿甲彈，炮口初速為660公尺/秒。筑波級同時還裝備了4門40倍徑QF12磅炮；其砲彈重達5.7公斤，炮口初速為719公尺/秒。筑波級亦配有三具魚雷管，兩舷側與艦艉各一具。筑波號上的所有魚雷管與生駒號的艦艉魚雷管直徑均為457毫米。不過，生駒號的舷側魚雷管直徑為533毫米。

### 裝甲
為了降低滿載排水量並維持與前級裝甲巡洋艦相同的速度，筑波型裝甲巡洋艦的裝甲與早期的裝甲巡洋艦厚度相仿，但裝甲佈局較為先進。水線裝甲帶靠近主砲砲塔處的的滲碳裝甲厚達178毫米，不過炮塔前後兩端的裝甲僅有102毫米厚。炮座處裝甲厚達127毫米。水線裝甲帶在艦艉與主砲砲座相連，其間並有一個水密隔艙將其區隔。艦艏無水密隔艙的設計與艦艉水密隔艙厚度不足是筑波型巡洋戰艦在防護力上嚴重的弱點。
炮塔正面裝甲厚達244毫米，側面裝甲厚達229毫米，塔頂裝甲則為38毫米厚。主砲砲座的裝甲厚達7英吋。裝甲甲板的厚度則為1.5英吋至2英吋不等。前司令塔側面裝甲厚達203毫米，塔頂裝甲為3英吋厚。

## 同級艦
| 艦名   | 命名依據 | 建造者       | 鋪設龍骨      | 下水           | 竣工          |
| ------ | -------- | ------------ | ------------- | -------------- | ------------- |
| 筑波號 | 筑波山   | 吳市海軍工廠 | 1905年1月14日 | 1905年12月26日 | 1907年1月14日 |
| 生駒號 | 生駒山   | 吳市海軍工廠 | 1905年3月15日 | 1906年4月9日   | 1908年3月24日 |

## 建造與服役歷史
橫須賀海軍工廠在建造軍艦上擁有全日本國內最豐富的經驗，但大日本帝國海軍因懼怕該廠受當時正由波羅的海前往太平洋的俄羅斯帝國海軍太平洋艦隊的攻擊，因此決定由較為隱密的吳市海軍工廠負責建造筑波型裝甲巡洋艦。不過，由於吳市海軍工廠建造軍艦的經驗不足，且主要業務是負責軍艦的修復與拆解，因此日本海軍將有經驗的工人自橫須賀經鐵路運往吳市以加速建造進程。筑波號在當時新建成的3號船架滑道鋪設龍骨；生駒號則於2號船架滑道鋪設龍骨。這兩艘巡洋艦比日本此前建造過最大的船艦還要大上兩倍，即排水量達4,285公噸的橋立號防護巡洋艦。筑波號的建造工程被列為高度優先，該艦並於2年內即建造完成。生駒號則晚了一年才竣工，這是因為該艦鋪設龍骨不久後戰爭即告結束，從而減少了快速造艦的壓力。此外，生駒號的船架滑道起先沒有任何起重機或吊桿可吊運重物，直至廠方臨時建造出電力驅動的人字吊架後，問題才有所改善。兩艘艦的建造進度均因鋼板與鉚釘匱乏而稍受遲延；這兩樣材料均須自美國進口。

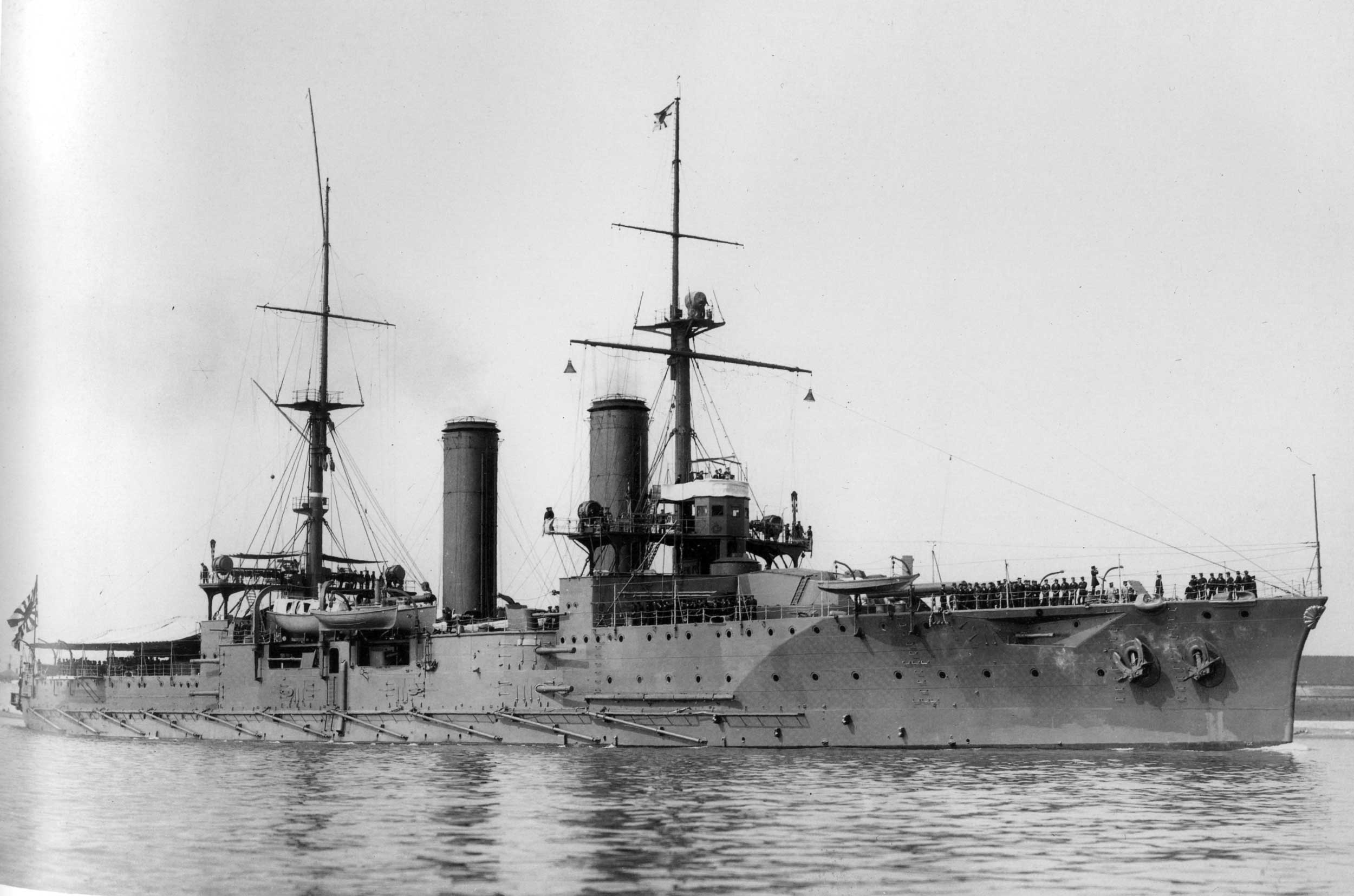
低速行進中的筑波號，最晚攝於1913年以前。

可能是由於建造速度過於迅速，筑波號存在著許多缺陷。在其竣工不久後的1907年，該艦起程前往美國參與五月於詹姆斯鎮舉辦的詹姆斯鎮海軍博覽會。該艦隨後前往歐洲，並於接下來數個月內停泊於各個歐洲港口進行訪問。當在英國進行訪問時，筑波號安裝了維克斯射控系統，並可精確測量各門主砲的射擊數據，藉以供槍砲士官作為校準依據。生駒號亦於1910年7月間訪問英格蘭。
筑波型裝甲巡洋艦於1912年被重新歸類為戰鬥巡洋艦。約於1913年至1914年間，主甲板上的6英吋火砲被移除，並被重新裝至上層甲板上；原安裝於上層甲板的4.7英吋火炮則被移除。自此，筑波型的6英吋火砲總數來到10門，4.7英吋火炮則為8門。當第一次世界大戰於1914年8月爆發後不久，筑波號被編入第一南海分艦隊並負責搜索於太平洋活動的德意志帝國海軍東亞分艦隊。同年10月7日，該艦佔領了加羅林群島中的波納佩島生駒號後於11月間加入第1南海分艦隊，隨後即於12月被調往斐濟。筑波號於1916年被重新編制為火砲訓練艦。1917年時，兩艘艦均被編入第2分艦隊；不過筑波號不久後即於1月14日因彈藥庫殉爆而沉沒，並造成305名官兵死亡；其殘骸不久後即被打撈上岸並拆解。
生駒號則於1918年成為訓練艦，其武裝亦於次年被兩門第3年式8公分40倍徑防空砲取代。該艦於1921年被重新歸類為甲級巡洋艦，後於1922年被解除武裝以符合《華盛頓海軍條約》的規定；1924年11月該艦被解體。

## 腳註
1. ↑  Itani, Lengerer & Rehm-Takahara, pp. 53–54
2. 1 2 3 4 5 6  Gardiner & Gray, p. 233
3. 1 2  Itani, Lengerer & Rehm-Takahara, p. 55
4. ↑  Evans & Peattie, p. 159
5. ↑  Itani, Lengerer & Rehm-Takahara, p. 64
6. ↑  Itani, Lengerer & Rehm-Takahara, p. 54
7. 1 2 3 4 5 6  Jentschura, Jung & Mickel, p. 77
8. ↑  Itani, Lengerer & Rehm-Takahara, pp. 57–58
9. 1 2  Itani, Lengerer & Rehm-Takahara, p. 73
10. ↑  Itani, Lengerer & Rehm-Takahara, pp. 64, 67, 79
11. ↑  Friedman, p. 272
12. ↑  Itani, Lengerer & Rehm-Takahara, p. 67
13. ↑  Friedman, p. 276
14. 1 2  Itani, Lengerer & Rehm-Takahara, p. 68
15. ↑  Friedman, pp. 90, 276
16. 1 2 3  Itani, Lengerer & Rehm-Takahara, p. 71
17. ↑  Friedman, p. 278
18. ↑  Silverstone, p. 314
19. ↑  Itani, Lengerer & Rehm-Takahara, pp. 72–73
20. ↑  Itani, Lengerer & Rehm-Takahara, pp. 67–68, 72–73
21. ↑  Silverstone, p. 338
22. ↑  Silverstone, p. 331
23. ↑  Itani, Lengerer & Rehm-Takahara, pp. 56–57
24. ↑  Yarsinske, p. 125
25. ↑  "Japanese Cruisers Leave".
26. ↑  "King Victor Emmanuel Received".
27. ↑  "Honouring an Exhibition".
28. ↑  Corbett, I, p. 290
29. ↑  Peattie, pp. 62–63
30. ↑  Hirama, p. 142
31. 1 2  Preston, p. 191

## 外部連結
- 维基共享资源上的相關多媒體資源：筑波級巡洋戰艦
- Tsukuba class on Navypedia.org